# Cova da Piedade
Cova da Piedade era una freguesia portuguesa del municipio de Almada, distrito de Setúbal.

## Límites
Hasta su extinción, la freguesia limitaba al norte con la de Almada, al Norte y Oeste con la de Pragal, al sur con las de Laranjeiro y Feijó, al este con el río Tajo y al nordeste con la de Cacilhas.

## Historia
Parte integrante del casco urbano de la ciudad de Almada, en torno a la iglesia que le da nombre, Cova da Piedade fue elevada a la condición de freguesia autónoma en 1928 y también comprendía originalmente el territorio de las freguesias de Laranjeiro y Feijó, segregadas en 1985 y 1993, respectivamente. 
Fue suprimida el 28 de enero  de 2013, en aplicación de una resolución de la Asamblea de la República portuguesa promulgada el 16 de enero de 2013 al unirse con las freguesias de Almada, Cacilhas y Pragal, formando la nueva freguesia de Almada, Cova da Piedade, Pragal e Cacilhas.

## Patrimonio
En el patrimonio histórico-artístico de la freguesia se cuenta, además de la iglesia epónima de Nossa Senhora da Piedade, reconstruida tras el terremoto de 1755, la capilla de Santo Antão, del siglo XV, la antigua fábrica de harinas de Caramujo (fines del siglo XIX), que constituye un ejemplo pionero de la utilización del hormigón armado en Portugal, la fuente medieval de Pombal y el palacete de António José Gomes.